# Christopher Howarth
Pour les articles homonymes, voir Howarth.
Christopher Howarth, né le 25 décembre 1960, est un patineur artistique britannique, champion de Grande-Bretagne en 1981.

## Biographie

### Carrière sportive
Christopher Howarth est champion de Grande-Bretagne en 1981.
Il représente son pays aux mondiaux juniors de 1977 à Megève, à deux championnats européens (1979 à Zagreb et 1981 à Innsbruck) et à deux mondiaux seniors (1979 à Vienne et 1981 à Hartford) et aux Jeux olympiques de 1980 à Lake Placid.
Christopher Howarth quitte les compétitions sportives en 1982.

### Reconversion
Christopher Howarth est un commentateur pour British Eurosport, un entraîneur de patinage et il est directeur général adjoint à la Glacier Ice Arena de Vernon Hills dans l'Illinois. Il a également travaillé pour l'Association néerlandaise de patinage artistique.

## Palmarès
| Compétitions principales        | 1977    | 1978    | 1979    | 1980    | 1981    | 1982    |  |  |  |  |  |  |  |  |  |  |  |  |  |
| Jeux olympiques d'hiver         |         |         |         | 15e     |         |         |  |  |  |  |  |  |  |  |  |  |  |  |  |
| Championnats du monde           |         |         | 20e     |         | 17e     |         |  |  |  |  |  |  |  |  |  |  |  |  |  |
| Championnats d’Europe           |         |         | 15e     |         | 11e     |         |  |  |  |  |  |  |  |  |  |  |  |  |  |
| Championnats de Grande-Bretagne |         | 3e      | 2e      | 2e      | 1er     | 2e      |  |  |  |  |  |  |  |  |  |  |  |  |  |
| Championnats du monde juniors   | 8e      |         |         |         |         |         |  |  |  |  |  |  |  |  |  |  |  |  |  |
|                                 |         |         |         |         |         |         |  |  |  |  |  |  |  |  |  |  |  |  |  |
| Grand Prix ISU                  | 1976/77 | 1977/78 | 1978/79 | 1979/80 | 1980/81 | 1981/82 |  |  |  |  |  |  |  |  |  |  |  |  |  |
| Skate America                   |         |         |         |         |         | 11e     |  |  |  |  |  |  |  |  |  |  |  |  |  |
| Skate Canada                    |         |         |         |         |         | 8e      |  |  |  |  |  |  |  |  |  |  |  |  |  |
|                                 |         |         |         |         |         |         |  |  |  |  |  |  |  |  |  |  |  |  |  |